# Silvia Benedetti
Silvia Benedetti (Padoue, 24 octobre 1979) est une femme politique italienne.

## Biographie
En 2013, elle est élue député de la circonscription Vénétie 1 pour le Mouvement 5 étoiles.